# Piero Pizzi Cannella
Piero Pizzi Cannella (Rocca di Papa, 20 novembre 1955) è un artista e pittore italiano.

## Biografia
Negli anni '70 frequenta le lezioni di Alberto Ziveri all'Accademia di Belle Arti di Roma e si iscrive al corso di laurea in Filosofia all'Università La Sapienza, senza terminare gli studi. Si occupa in questo periodo di arte concettuale.
Partecipa fin dagli esordi alle attività della neo-avanguardia de La Stanza, galleria romana gestita da un gruppo di artisti tra cui Bruno Ceccobelli, Giuseppe Gallo, Stefano Di Stasio. Lì tiene la sua prima mostra personale nel 1977 ed una installazione concettuale nel 1978.
Nel 1980 partecipa ad una collettiva anacronista alla galleria La Tartaruga di Roma.
Nel 1984 insieme a Bruno Ceccobelli e Marco Tirelli dà vita alla Nuova Scuola Romana o Scuola di San Lorenzo presso il Pastificio Cerere dove già operavano Giuseppe Gallo, Gianni Dessì e Nunzio Di Stefano.
In quel periodo espone dipinti figurativi alla galleria l'Attico di Roma e in numerose occasioni presso Annina Nosei Gallery a New York, Galerie Folker Skulima a Berlino, Galerie Triebold a Basilea, opere incentrate sull'evocazione della figura umana attraverso oggetti d'uso comune decontestualizzati, come mobili, indumenti, accessori.
Prende parte a numerosi eventi ed esposizioni collettive: Biennale di Parigi e San Paolo del Brasile (1985); Biennale di Sydney (1986), XI e XII Quadriennale di Roma (1986 e 1996); Biennale di Venezia (1988, 1993 e 2011); Biennale di Istanbul (1989).
Vive e lavora a Roma.

## Piero Pizzi Cannella nei musei
- Museo di arte contemporanea (Roma) MACRO  di Roma